# 21739 Annekeschwob
21739 Annekeschwob este un asteroid din centura principală de asteroizi.

## Descriere
21739 Annekeschwob este un asteroid din centura principală de asteroizi. A fost descoperit pe 9 septembrie 1999 la Socorro, New Mexico, în cadrul proiectului LINEAR. Asteroidul prezintă o orbită caracterizată de o semiaxă mare de 2,28 ua, o excentricitate de 0,08 și o înclinație de 3,3° în raport cu ecliptica.